# Miami-Dade Police Department
O Miami-Dade Police Department (MDPD)  é o departamento de policia do Condado de Miami-Dade, Florida, Estados Unidos.
É o maior departamento de polícia do sudeste dos Estados Unidos, com cerca de 4.700 funcionários. Os agentes da polícia de Miami-Dade são facilmente identificados pela cor de seus uniformes marrons. Seus veículos de serviço são de cores brancas e apresentam uma listra verde. Os agentes possuem distintivo prata enquanto oficiais com o posto de sargento ou acima, possuem o distintivo ouro. 
O MDPD opera a partir de nove estações distritais em todo o Condado de Miami-Dade e em várias agências especializadas. O atual diretor do departamento é JD Patterson, que sucedeu James Loftus. A sede do departamento está localizado em Doral, Flórida.

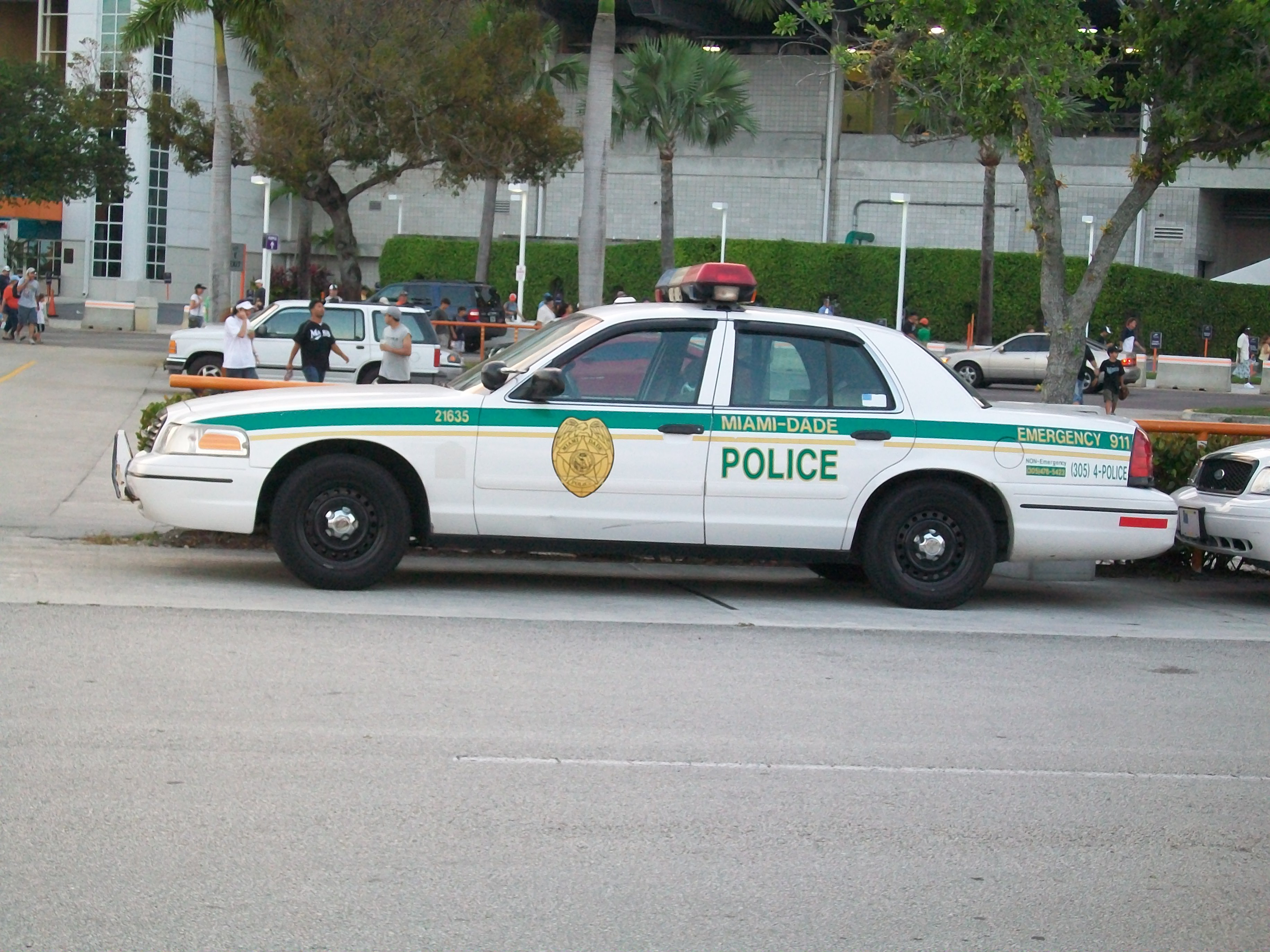
Ford Crown Victoria Police Interceptor do MDPD estacionado fora do Sun Life Stadium

## Carreira policial
| Título                | Insignia         |
| --------------------- | ---------------- |
| Diretor/Xerife        |                  |
| Assistente de direção |                  |
| Chefe de Divisão      |                  |
| Major                 |                  |
| Comandante            |                  |
| Capitão               |                  |
| Primeiro tenente      |                  |
| Supervisor            |                  |
| Tenente               |                  |
| Sargento Master       |                  |
| Sargento              |                  |
| Cabo                  |                  |
| Policial              | não usa insignia |